# Загряжский, Александр Михайлович
Александр Михайлович Загряжский (1797 — 11 (23) июля 1883) — симбирский гражданский губернатор; тайный советник,.

## Биография
Происходил из потомственных дворян Московской губернии Загряжских — младший сын коллежского советника Михаила Борисовича Загряжского (24.08.1739—12.06.1798) от его брака с Феодосией Дмитриевной Хрущёвой.
Учился в частном институте Виллерса. В службу вступил 3 января 1811 года подпрапорщиком в Одесский пехотный полк. Участвовал в Отечественной войны 1812 года: ординарец командира 27 пехотной дивизии генерал-майора Д. П. Неверовского; 15 августа 1812 года за отвагу в боях под Смоленском был переведён в лейб-гвардии Преображенский полк; 18 декабря 1812 года произведён из полковых подпрапорщиков лейб-гвардии Преображенского полка в прапорщики. Затем — участник заграничных походов (Кульм), был награждён орденом Св. Анны 4-й степени (1813). «За болезнью» в чине подпоручика вышел в отставку 2 января 1816 года, но 25 марта 1817 года вновь вернулся прапорщиком в лейб-гвардии Преображенский полк. С 1817 года — подпоручик, с 1820 года — поручик, с 1822 года — штабс-капитан; адъютант генерал-адъютанта барона Розена 1-го. С апреля 1824 года — капитан.
Был уволен к статским делам с чином коллежского советника 24 января 1826 года и 9 марта 1826 года назначен за обер-прокурорский стол в 7-й департамент Сената в Москве; в этом же году получил орден Св. Анны 2-й степени. С 1829 года исправляющий должность управляющего Тамбовской удельной конторой. С 17 ноября 1830 по 29 января 1831 года также исправлял должность полицмейстера в Тамбове во время эпидемии холеры. В 1831 году был произведён в статские советники и в том же году уволен из удельного ведомства с переходом в Министерство внутренних дел на должность чиновника для особых поручений при министре.
С 2 июля 1831 года состоял «в должности» Симбирского гражданского губернатора; 6 декабря 1833 года утверждён в этой должности; 5 марта 1835 года уволен от должности губернатора с пенсией 6000 руб. ассигнациями в год и причислением к Министерству внутренних дел. Имел орден Св. Станислава 2-й степени.
С 1837 года — член консультации при Министерстве юстиции. В 1838 году перемещён в почтовое ведомство. В 1839—1841 года состоял при почтовом департаменте. С 16 апреля 1841 года — действительный статский советник. Был отмечен знаком отличия беспорочной службы за XXV лет и прусским знаком Железного креста.
В 1842 году был перемещён в ведомство новороссийского и бессарабского генерал-губернатора с возложением на него обязанности общего надзора за состоянием запасных магазинов и наблюдением за взысканием недоимок; уволен от службы «за неимением занятий» 2 июня 1846 года.
С 20 марта 1855 года — начальник дружины ополчения Московской губернии. С декабря 1855 года находился в распоряжении начальника Южной армией; 5 апреля 1856 года вышел в отставку.
В 1863 году причислен к Министерству внутренних дел. В 1867 году при отставке был произведён в тайные советники.
Скончался в Москве 11 (23) июля 1883 года, похоронен в Московском Спасо-Андрониковском монастыре.

## Семья
По словам Э. И. Стогова, Загряжский «был очень недурен собой, образован для гостиной, имел кроткую жену, малолетнюю дочь и любил хвастаться победами над женщинами».
От брака с Каролиной Осиповной Калиновской имел дочерей — Елизавету (15.12.1821 — 09.04.1895; супруга Льва Сергеевича Пушкина, младшего брата А. С. Пушкина) и Софью (25.03.1824—27.03.1824).